# Женева (Міннесота)
Женева (англ. Geneva) — місто (англ. city) в США, в окрузі Фріборн штату Міннесота. Населення — 508 осіб (2020).

## Географія
Женева розташована за координатами 43°49′12″ пн. ш. 93°16′16″ зх. д. / 43.82000° пн. ш. 93.27111° зх. д. (43.820045, -93.270999).  За даними Бюро перепису населення США в 2010 році місто мало площу 1,37 км², з яких 1,35 км² — суходіл та 0,02 км² — водойми. В 2017 році площа становила 1,22 км², з яких 1,20 км² — суходіл та 0,01 км² — водойми.

## Демографія
Згідно з переписом 2010 року, у місті мешкало 555 осіб у 220 домогосподарствах у складі 152 родин. Густота населення становила 405 осіб/км².  Було 228 помешкань (166/км²).
Расовий склад населення:
| - 98,6 % — білих - 0,2 % — азіатів |

До двох чи більше рас належало 1,1 %. Частка іспаномовних становила 1,1 % від усіх жителів.
За віковим діапазоном населення розподілялося таким чином: 27,2 % — особи молодші 18 років, 59,1 % — особи у віці 18—64 років, 13,7 % — особи у віці 65 років та старші. Медіана віку мешканця становила 38,3 року. На 100 осіб жіночої статі у місті припадало 98,2 чоловіків;  на 100 жінок у віці від 18 років та старших — 95,2 чоловіків також старших 18 років.
Середній дохід на одне домашнє господарство  становив 61 194 долари США (медіана — 60 511), а середній дохід на одну сім'ю — 64 682 долари (медіана — 61 172). За межею бідності перебувало 3,9 % осіб, у тому числі 8,4 % дітей у віці до 18 років та 0,0 % осіб у віці 65 років та старших.
Цивільне працевлаштоване населення становило 179 осіб. Основні галузі зайнятості: роздрібна торгівля — 21,8 %, освіта, охорона здоров'я та соціальна допомога — 19,0 %, виробництво — 14,5 %, науковці, спеціалісти, менеджери — 10,6 %.